# Puchar Świata w narciarstwie dowolnym 2009/2010
Puchar Świata w narciarstwie dowolnym 2009/2010 rozpoczął się 12 grudnia 2009 w fińskim Suomu, a zakończył 20 marca 2010 w hiszpańskim Sierra Nevada. Najważniejszą imprezą sezonu były igrzyska olimpijskie w Vancouver.
Puchar Świata rozegrany został w 11 krajach i 18 miastach na 3 kontynentach. W trzech miejscowościach odbyły się po trzy zawody (Calgary, Deer Valley i Lake Placid). Była to 31 edycja Pucharu Świata.
Obrońcami Kryształowej Kuli był Kanadyjczyk Alexandre Bilodeau wśród mężczyzn oraz Francuzka Ophélie David wśród kobiet. W tym sezonie triumfowała Chinka Li Nina wśród kobiet, a wśród mężczyzn Białorusin Anton Kusznir.

## Konkurencje
- AE = skoki akrobatyczne
- MO = jazda po muldach
- DM = jazda po muldach podwójnych
- SX = skicross

## Kalendarz i wyniki Pucharu Świata

### Mężczyźni
| Lp                                               | Data             | Miejscowość         | Dyscyplina | 1. Miejsce                    | 2. Miejsce                    | 3. Miejsce                    |
| ------------------------------------------------ | ---------------- | ------------------- | ---------- | ----------------------------- | ----------------------------- | ----------------------------- |
| 1.                                               | 12 grudnia 2009  | Suomu               | MO         | Jesper Björnlund              | Bryon Wilson                  | Nathan Roberts                |
| 2.                                               | 13 grudnia 2009  | Suomu               | MO         | Jesper Björnlund              | Bryon Wilson                  | Alexandre Bilodeau            |
| 2.                                               | 16 grudnia 2009  | Méribel             | MO         | odwołany                      | odwołany                      | odwołany                      |
| 3.                                               | 19 grudnia 2009  | Changchun           | AE         | Anton Kusznir                 | Liu Zhongqing                 | Wu Chao                       |
| 4.                                               | 20 grudnia 2009  | Changchun           | AE         | Jia Zongyang                  | Qi Guangpu                    | Anton Kusznir                 |
| 5.                                               | 21 grudnia 2009  | Innichen            | SX         | Michael Schmid                | Xavier Kuhn                   | Casey Puckett                 |
| 6.                                               | 22 grudnia 2009  | Innichen            | SX         | Michael Schmid                | Audun Grønvold                | Conradign Netzer              |
| 7.                                               | 5 stycznia 2010  | St. Johann in Tirol | SX         | Simon Stickl                  | Daron Rahlves                 | David Duncan                  |
| 8.                                               | 8 stycznia 2010  | Calgary             | MO         | Dale Begg-Smith               | Vincent Marquis               | Aleksandr Smyszlajew          |
| 9.                                               | 9 stycznia 2010  | Calgary             | AE         | Dale Begg-Smith               | Vincent Marquis               | Aleksandr Smyszlajew          |
| 10.                                              | 10 stycznia 2010 | Calgary             | MO         | Jia Zongyang                  | Anton Kusznir                 | Alaksiej Hryszyn              |
| 11.                                              | 9 stycznia 2010  | Les Contamines      | SX         | Xavier Kuhn                   | Stanley Hayer                 | Tomáš Kraus                   |
| 12.                                              | 13 stycznia 2010 | L’Alpe d’Huez       | SX         | Christopher Del Bosco         | Tomáš Kraus                   | Ted Piccard                   |
| 13.                                              | 14 stycznia 2010 | Deer Valley         | MO         | Dale Begg-Smith               | Guilbaut Colas                | Dmitrij Rejcherd              |
| 14.                                              | 15 stycznia 2010 | Deer Valley         | AE         | Anton Kusznir                 | Qi Guangpu                    | Dzmitryj Daszczynski          |
| 15.                                              | 16 stycznia 2010 | Deer Valley         | MO         | Guilbaut Colas                | Dale Begg-Smith               | Alexandre Bilodeau            |
| 16.                                              | 20 stycznia 2010 | Blue Mountain       | SX         | Andreas Matt                  | Lars Lewén                    | Patrick Koller                |
| 17.                                              | 21 stycznia 2010 | Lake Placid         | MO         | Guilbaut Colas                | Dale Begg-Smith               | Jesper Björnlund              |
| 18.                                              | 22 stycznia 2010 | Lake Placid         | AE         | Anton Kusznir                 | Warren Shouldice              | Ryan Blais                    |
| 19.                                              | 24 stycznia 2010 | Lake Placid         | SX         | Christopher Del Bosco         | Andreas Matt                  | David Duncan                  |
| 20.                                              | 30 stycznia 2010 | Mont Gabriel        | AE         | Anton Kusznir                 | Qi Guangpu                    | Renato Ulrich                 |
| 21. Zimowe Igrzyska Olimpijskie 2010 – Vancouver |                  |                     |            |                               |                               |                               |
| 21.                                              | 3 marca 2010     | Norefjell           | SX         | Zawody odwołane.              | Zawody odwołane.              | Zawody odwołane.              |
| 22.                                              | 6 marca 2010     | Branäs              | SX         | Michael Schmid                | Christopher Del Bosco         | Andreas Matt                  |
| 23.                                              | 6 marca 2010     | Inawashiro          | MO         | Zawody odwołane z powodu mgły | Zawody odwołane z powodu mgły | Zawody odwołane z powodu mgły |
| 24.                                              | 7 marca 2010     | Inawashiro          | DM         | Zawody odwołane z powodu mgły | Zawody odwołane z powodu mgły | Zawody odwołane z powodu mgły |
| 25.                                              | 12 marca 2010    | Grindelwald         | SX         | Audun Grønvold                | Michael Schmid                | Christopher Del Bosco         |
| 26.                                              | 12 marca 2010    | Åre                 | MO         | Jesper Björnlund              | Patrick Deneen                | Maxime Gingras                |
| 27.                                              | 13 marca 2010    | Åre                 | DM         | Guilbaut Colas                | Maxime Gingras                | Patrick Deneen                |
| 28.                                              | 14 marca 2010    | Hasliberg           | SX         | Michael Schmid                | Audun Grønvold                | Christopher Del Bosco         |
| 29.                                              | 18 marca 2010    | Sierra Nevada       | MO         | Guilbaut Colas                | Dale Begg-Smith               | Pierre Ochs                   |
| 30.                                              | 20 marca 2010    | Sierra Nevada       | SX         | Michael Schmid                | Audun Grønvold                | Andreas Steffen               |

### Kobiety
| Lp                                               | Data             | Miejscowość         | Dyscyplina | 1. Miejsce                    | 2. Miejsce                    | 3. Miejsce                    |
| ------------------------------------------------ | ---------------- | ------------------- | ---------- | ----------------------------- | ----------------------------- | ----------------------------- |
| 1.                                               | 12 grudnia 2009  | Suomu               | MO         | Hannah Kearney                | Kristi Richards               | Jennifer Heil                 |
| 2.                                               | 13 grudnia 2009  | Suomu               | MO         | Kristi Richards               | Aiko Uemura                   | Hannah Kearney                |
| 2.                                               | 16 grudnia 2009  | Méribel             | MO         | odwołany                      | odwołany                      | odwołany                      |
| 3.                                               | 19 grudnia 2009  | Changchun           | AE         | Guo Xinxin                    | Li Nina                       | Xu Mengtao                    |
| 4.                                               | 20 grudnia 2009  | Changchun           | AE         | Xu Mengtao                    | Guo Xinxin                    | Zhang Xin                     |
| 5.                                               | 21 grudnia 2009  | Innichen            | SX         | Anna Holmlund                 | Ashleigh McIvor               | Ophélie David                 |
| 6.                                               | 22 grudnia 2009  | Innichen            | SX         | Anna Holmlund                 | Ophélie David                 | Sanna Lüdi                    |
| 7.                                               | 5 stycznia 2010  | St. Johann in Tirol | SX         | Ophélie David                 | Méryll Boulangeat             | Julia Murray                  |
| 8.                                               | 8 stycznia 2010  | Calgary             | MO         | Jennifer Heil                 | Nikola Sudová                 | Margarita Marbler             |
| 9.                                               | 9 stycznia 2010  | Calgary             | AE         | Li Nina                       | Evelyne Leu                   | Guo Xinxin                    |
| 10.                                              | 10 stycznia 2010 | Calgary             | MO         | Jennifer Heil                 | Aiko Uemura                   | Nikola Sudová                 |
| 11.                                              | 9 stycznia 2010  | Les Contamines      | SX         | Ashleigh McIvor               | Julia Murray                  | Karin Huttary                 |
| 12.                                              | 13 stycznia 2010 | L’Alpe d’Huez       | SX         | Kelsey Serwa                  | Ophélie David                 | Ashleigh McIvor               |
| 13.                                              | 14 stycznia 2010 | Deer Valley         | MO         | Jennifer Heil Heather McPhie  |                               | Shannon Bahrke                |
| 14.                                              | 15 stycznia 2010 | Deer Valley         | AE         | Lydia Lassila                 | Xu Mengtao                    | Li Nina                       |
| 15.                                              | 16 stycznia 2010 | Deer Valley         | MO         | Jennifer Heil                 | Heather McPhie                | Michelle Roark                |
| 16.                                              | 20 stycznia 2010 | Blue Mountain       | SX         | Marte Høie Gjefsen            | Ashleigh McIvor               | Saša Farič                    |
| 17.                                              | 21 stycznia 2010 | Lake Placid         | MO         | Hannah Kearney                | Shannon Bahrke                | Heather McPhie                |
| 18.                                              | 22 stycznia 2010 | Lake Placid         | AE         | Lydia Lassila                 | Li Nina                       | Zhang Xin                     |
| 19.                                              | 24 stycznia 2010 | Lake Placid         | SX         | Kelsey Serwa                  | Fanny Smith                   | Ophélie David                 |
| 20.                                              | 30 stycznia 2010 | Mont Gabriel        | AE         | Li Nina                       | Cheng Shuang                  | Asol Sliwiec                  |
| 21. Zimowe Igrzyska Olimpijskie 2010 – Vancouver |                  |                     |            |                               |                               |                               |
| 21.                                              | 3 marca 2010     | Norefjell           | SX         | Zawody odwołane.              | Zawody odwołane.              | Zawody odwołane.              |
| 22.                                              | 6 marca 2010     | Branäs              | SX         | Ophélie David                 | Aleisha Cline                 | Fanny Smith                   |
| 23.                                              | 6 marca 2010     | Inawashiro          | MO         | Zawody odwołane z powodu mgły | Zawody odwołane z powodu mgły | Zawody odwołane z powodu mgły |
| 24.                                              | 7 marca 2010     | Inawashiro          | DM         | Aiko Uemura                   | Jennifer Heil                 | Shannon Bahrke                |
| 25.                                              | 12 marca 2010    | Grindelwald         | SX         | Kelsey Serwa                  | Ashleigh McIvor               | Danielle Poleschuk            |
| 26.                                              | 12 marca 2010    | Åre                 | MO         | Hannah Kearney                | Jennifer Heil                 | Shannon Bahrke                |
| 27.                                              | 13 marca 2010    | Åre                 | DM         | Hannah Kearney                | Shannon Bahrke                | Jennifer Heil                 |
| 28.                                              | 14 marca 2010    | Hasliberg           | SX         | Anna Holmlund                 | Ophélie David                 | Marte Høie Gjefsen            |
| 29.                                              | 18 marca 2010    | Sierra Nevada       | MO         | Eliza Outtrim                 | Margarita Marbler             | Heather McPhie                |
| 30.                                              | 20 marca 2010    | Sierra Nevada       | SX         | Anna Holmlund                 | Ophélie David                 | Marte Høie Gjefsen            |

## Klasyfikacje

### Mężczyźni
| Lp. | Zawodnik              | Punkty |
| --- | --------------------- | ------ |
| 1.  | Anton Kusznir         | 90     |
| 2.  | Michael Schmid        | 74     |
| 3.  | Dale Begg-Smith       | 69     |
| 4.  | Guilbaut Colas        | 62     |
| 5.  | Jesper Björnlund      | 55     |
| 6.  | Christopher Del Bosco | 50     |
| 7.  | Audun Grønvold        | 48     |
| 8.  | Qi Guangpu            | 44     |
| 9.  | Jia Zongyang          | 41     |
| 10. | Andreas Matt          | 39     |

| Lp. | Zawodnik         | Punkty |
| --- | ---------------- | ------ |
| 1.  | Anton Kusznir    | 540    |
| 2.  | Qi Guangpu       | 265    |
| 3.  | Jia Zongyang     | 246    |
| 4.  | Renato Ulrich    | 215    |
| 5.  | Cimafiej Sliwiec | 192    |
| 6.  | Liu Zhongqing    | 169    |
| 7.  | Wu Chao          | 164    |
| 8.  | Warren Shouldice | 152    |
| 9.  | Steve Omischl    | 147    |
| 10. | Alaksiej Hryszyn | 144    |

| Lp. | Zawodnik             | Punkty |
| --- | -------------------- | ------ |
| 1.  | Dale Begg-Smith      | 693    |
| 2.  | Guilbaut Colas       | 615    |
| 3.  | Jesper Björnlund     | 552    |
| 4.  | Alexandre Bilodeau   | 347    |
| 5.  | Bryon Wilson         | 306    |
| 6.  | Maxime Gingras       | 272    |
| 7.  | Patrick Deneen       | 263    |
| 7.  | Aleksandr Smyszlajew | 263    |
| 9.  | Vincent Marquis      | 261    |
| 10. | Michael Morse        | 238    |

| Lp. | Zawodnik              | Punkty |
| --- | --------------------- | ------ |
| 1.  | Michael Schmid        | 815    |
| 2.  | Christopher Del Bosco | 547    |
| 3.  | Audun Grønvold        | 530    |
| 4.  | Andreas Matt          | 432    |
| 5.  | Stanley Hayer         | 352    |
| 6.  | Xavier Kuhn           | 335    |
| 7.  | Tomáš Kraus           | 328    |
| 8.  | Lars Lewén            | 272    |
| 9.  | Simon Stickl          | 269    |
| 10. | Conradign Netzer      | 224    |

### Kobiety
| Lp. | Zawodnik        | Punkty |
| --- | --------------- | ------ |
| 1.  | Li Nina         | 73     |
| 2.  | Ophélie David   | 67     |
| 3.  | Jennifer Heil   | 66     |
| 4.  | Guo Xinxin      | 58     |
| 5.  | Heather McPhie  | 56     |
| 5.  | Hannah Kearney  | 56     |
| 7.  | Ashleigh McIvor | 55     |
| 8.  | Xu Mengtao      | 52     |
| 9.  | Anna Holmlund   | 47     |
| 10. | Shannon Bahrke  | 46     |

| Lp. | Zawodnik       | Punkty |
| --- | -------------- | ------ |
| 1.  | Li Nina        | 436    |
| 2.  | Guo Xinxin     | 346    |
| 3.  | Xu Mengtao     | 314    |
| 4.  | Lydia Lassila  | 259    |
| 5.  | Zhang Xin      | 254    |
| 6.  | Cheng Shuang   | 225    |
| 7.  | Evelyne Leu    | 198    |
| 8.  | Asol Sliwiec   | 195    |
| 9.  | Bree Munro     | 152    |
| 10. | Nadija Didenko | 131    |

| Lp. | Zawodnik              | Punkty |
| --- | --------------------- | ------ |
| 1.  | Jennifer Heil         | 725    |
| 2.  | Heather McPhie        | 616    |
| 2.  | Hannah Kearney        | 616    |
| 4.  | Shannon Bahrke        | 507    |
| 5.  | Margarita Marbler     | 410    |
| 6.  | Kristi Richards       | 402    |
| 7.  | Aiko Uemura           | 377    |
| 8.  | Chloé Dufour-Lapointe | 358    |
| 9.  | Eliza Outtrim         | 306    |
| 10. | Deborah Scanzio       | 243    |

| Lp. | Zawodnik           | Punkty |
| --- | ------------------ | ------ |
| 1.  | Ophélie David      | 735    |
| 2.  | Ashleigh McIvor    | 608    |
| 3.  | Anna Holmlund      | 552    |
| 4.  | Kelsey Serwa       | 487    |
| 5.  | Marte Høie Gjefsen | 381    |
| 6.  | Fanny Smith        | 374    |
| 7.  | Danielle Poleschuk | 323    |
| 8.  | Julia Murray       | 279    |
| 9.  | Karin Huttary      | 272    |
| 10. | Julia Manhard      | 261    |